# Antonio Orejudo
Antonio Orejudo (Madrid, 1963) is een Spaanse schrijver van essays, romans en literaire kritieken. Zijn bekende roman Reconstrucción (2005) is in het Nederlands vertaald als Dopersvuur (2008).
Orejudo studeerde aan de universiteit van Madrid en bekleedde diverse hoogleraarschappen. Hij was tijdelijk ook onderzoeker aan de Universiteit van Amsterdam.
- Bibsys: 10017568
- Biblioteca Nacional de España: XX918402
- Bibliothèque nationale de France: cb14645427x (data)
- Catàleg d'autoritats de noms i títols de Catalunya: 981058520213406706
- CiNii: DA13146734
- Gemeinsame Normdatei: 132022761
- International Standard Name Identifier: 0000 0000 8103 9417
- Library of Congress Control Number: n94100261
- Nationale Bibliotheek van Tsjechië: osa2014816035
- Nederlandse Thesaurus van Auteursnamen: 157354199
- LIBRIS: 346238
- Système universitaire de documentation: 059658304
- Virtual International Authority File: 234032013
- WorldCat: E39PBJgcYHm7QcmBPwxb3JXPQq